# Nils Olsson Wihlborg
Nils Olsson Wihlborg, född 1862 i Tolånga socken, Malmöhus län, död 1925 i Sjöbo, Malmöhus län, var en svensk målare och målarmästare.
Han var son till bonden Ola Andersson och Hanna Åkesson och gift med Anna Maria Ohrberg samt far till Gunnar Wihlborg. Han var lärling till målarmästaren Rosengren i Ystad och blev gesäll hos målarna Agri, Borglin och Asp i Malmö och slutligen mästare 1888. Han var verksam som yrkesmålare fram till 1903 och därefter arbetade han bara med sin konstnärliga verksamhet. Han uppmuntrades i sitt skapande av Louis Asp och fick en viss vägledning av denne. Hans konst består huvudsakligen av porträtt och skånska landskapsskildringar utförda i olja. 